# Velký beškovský vrch
Velký beškovský vrch (475 m n. m.) (německy Grosser Berg) je neovulkanický vrch v okrese Česká Lípa Libereckého kraje, ležící severně od vsi Beškov v katastrálním území obce Blatce, asi 4 km jihovýchodně od Dubé, v Chráněné krajinné oblasti Kokořínsko – Máchův kraj.

## Název
Vrch se dříve nazýval Velký beškovský kopec. Použití tohoto názvu je doloženo na státní mapě ještě v roce 1988. Na dalším vydání státní mapy z roku 1995 je už použit název Velký beškovský vrch. Též je rozšířené používání názvu s velkým písmenem B ve slově beškovský.

## Popis vrchu

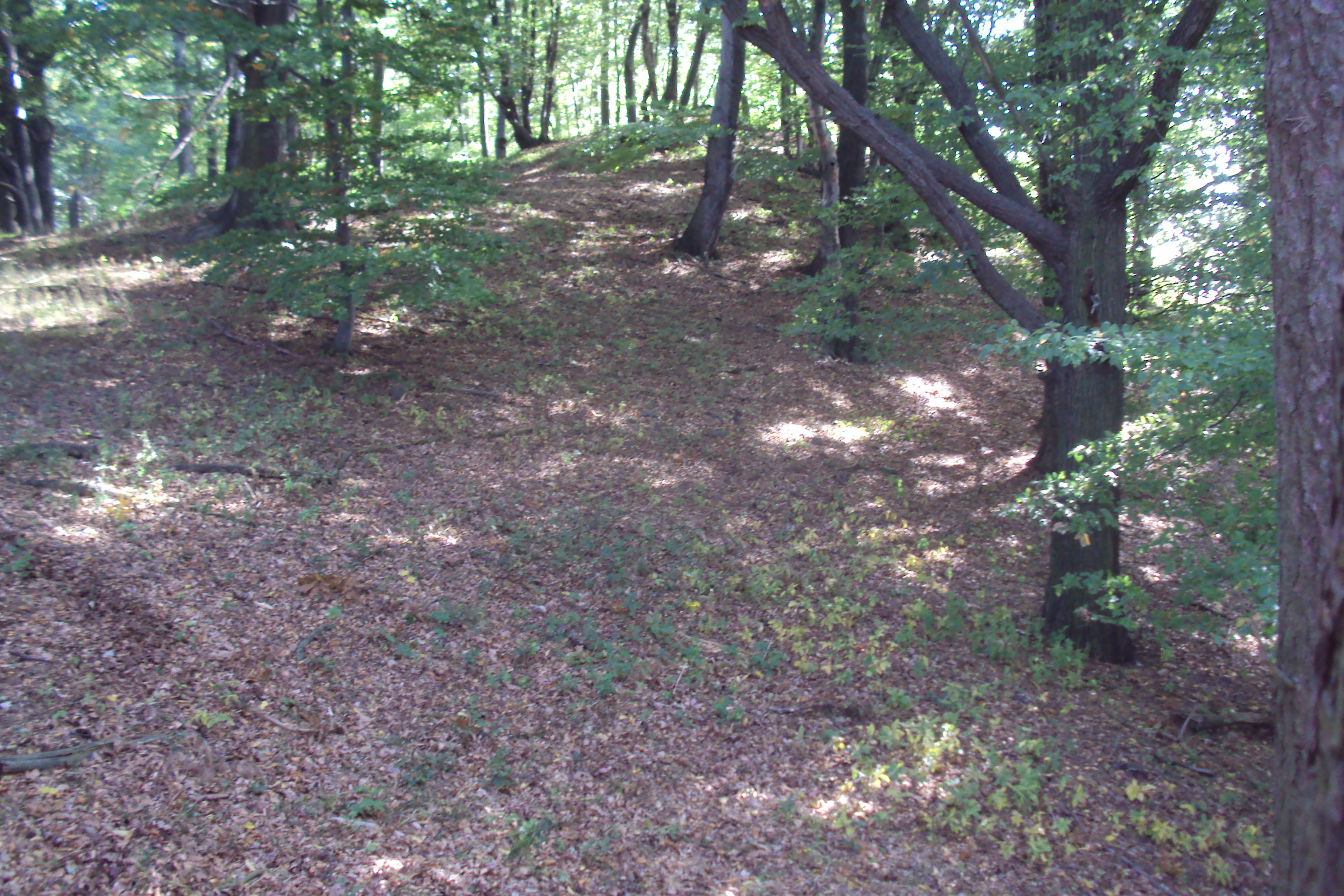
Zarostlý vrchol

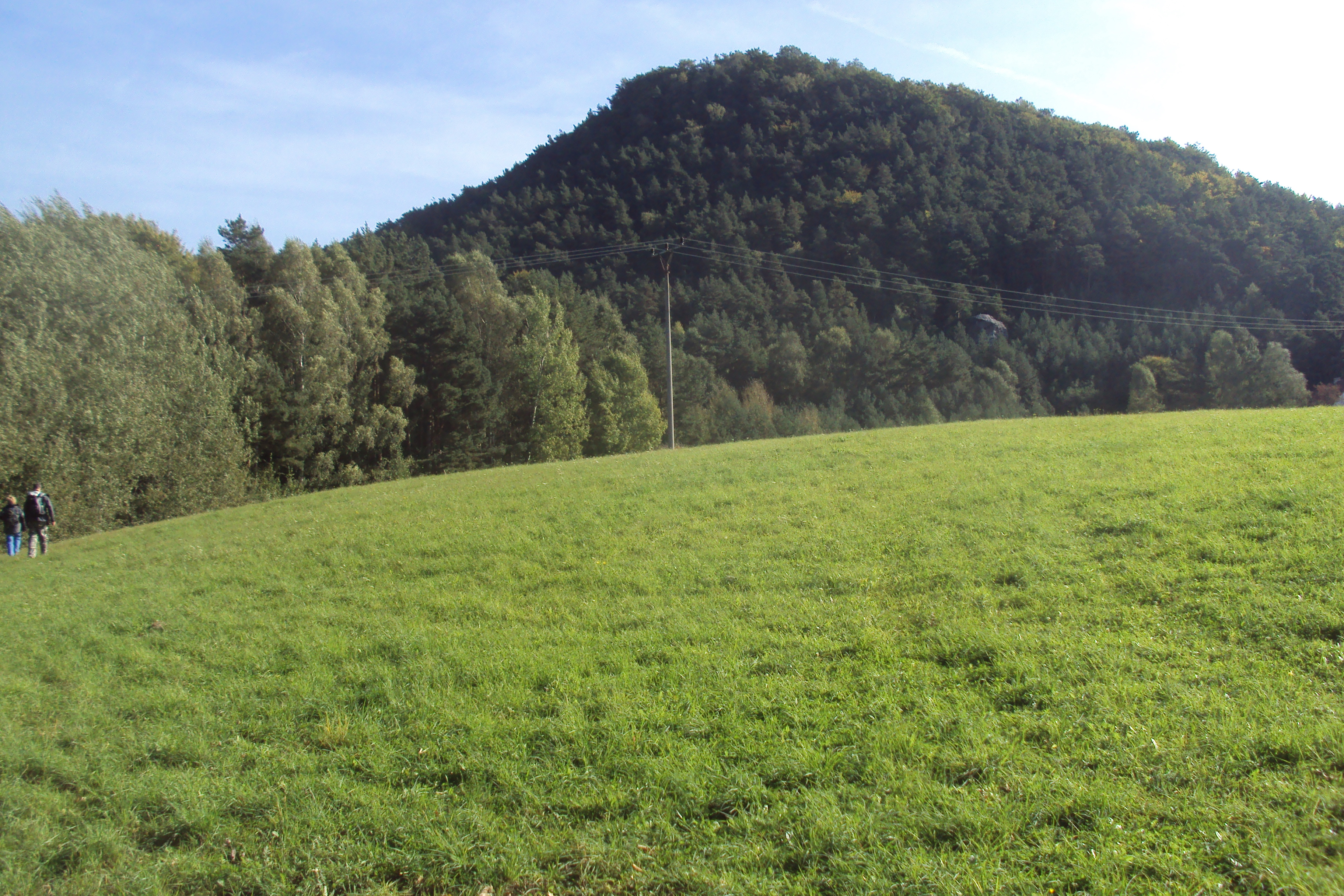
Vrch ze západu

Je to suk tvaru výrazného krátkého hřbetu směru východ – západ budovaného středoturonskými křemennými kvádrovými pískovci, poblíž vrcholu však na povrch vystupují čedičové (nefelinit) útvary. Vrch má ploché, zalesněné temeno s nevýrazným sedlem a vedlejší vrchol nazývaný Kočičí hřbet východně od hlavního. Na příkrých svazích vrchu jsou skalní stupně (horolezecké terény) a kaňony radiální rokle s tvary zvětrávání a odnosu pískovců, rokle ústí do Beškovského a Ždíreckého dolu. Vrch je zalesněný převážně smíšenými porosty, na sopečných horninách rostou převážně bukové porosty s příměsí smrku, na pískovcích smrkové a borové porosty. Na jihozápadním svazích jsou louky. Z vrchu jsou dílčí výhledy. O 500 metrů dál severním směrem leží Malý beškovský vrch (395 m n. m.)

## Geomorfologické členění
Vrch náleží do celku Ralská pahorkatina, do podcelku Dokeská pahorkatina, do okrsku Polomené hory, do podokrsku Housecká vrchovina a do Beškovské části.

## Turistika
Na svazích leží terasy z nichž je dobrý rozhled do okolí – jižně je vidět hrad Kokořín, severně blízký Vysoký vrch. Pod vrcholem vede modrá turistická stezka od Dubé, která odtud pokračuje na hrad Housku. Cesta k vrcholu je vyznačena jako odbočka z této trasy.
Po jižním a západním svahu prochází zelená stezka Dražejov – Rozcestí U Kamenného vrchu. Zhruba 1 km jihozápadně vede Houseckým dolem silnice II/259 od Dubé. Poblíž vrchu je přírodní památka Kamenný vrch u Křenova a naučná stezka Beškovský les. Železniční trať v okolí není.